# Six Degrees of Inner Turbulence
A Six Degrees of Inner Turbulence az amerikai Dream Theater progresszív metal együttes  2002-ben megjelent hatodik stúdióalbuma. A lemez a zenekar egyetlen dupla stúdióalbuma és a Dream Theater egyik legváltozatosabb alkotása. A Billboard 200-as lemezeladási listáján a 46. helyig jutott.
A Dream Theater történetének leghosszabb dala a címadó "Six Degrees of Inner Turbulence" a maga 42 perces játékidejével. Eredetileg egy maximum 20 perces dalt terveztek, hogy egyetlen CD-re felférjen minden szám, de a téma egyre csak terebélyesedett, míg végül a tervezett hosszúság duplája lett. A dal hat, lelkileg beteg személyiségen keresztül taglalja a belső zűrzavar hat fokozatát.
A lemeznyitó "The Glass Prison" a később Twelve-step Suite (magyarul 12-lépéses szvit) néven ismertté vált dalfolyam első darabja, amely Mike Portnoy dobos alkoholizmushoz fűződő viszonyát dolgozza fel az Anonim Alkoholisták gyógyuláshoz vezető 12 lépését követve. A szvit folytatásai a következő négy Dream Theater albumon hallhatók.

## Az album dalai
CD 1
1. "The Glass Prison" – 13:52 
I. "Reflection" 
II. "Restoration" 
III. "Revelation"
2. "Blind Faith" – 10:21
3. "Misunderstood" – 9:34
4. "The Great Debate" – 13:43
5. "Disappear" – 6:46

CD 2
1. "Six Degrees of Inner Turbulence" – 42:04 
I. "Overture" (instrumental) – 6:50 
II. "About to Crash" – 5:51 
III. "War Inside My Head" – 2:08 
IV. "The Test That Stumped Them All" – 5:03 
V. "Goodnight Kiss" – 6:17 
VI. "Solitary Shell" – 5:48 
VII. "About to Crash (Reprise)" – 4:05 
VIII. "Losing Time/Grand Finale" – 6:01

## Közreműködők
- James LaBrie – ének
- John Petrucci – gitár
- John Myung – basszusgitár
- Mike Portnoy – dobok
- Jordan Rudess – billentyűs hangszerek

## Érdekességek
- A "The Glass Prison" végén eredetileg egy 20 másodperces dobszóló is szerepelt. A dobszóló a felvételek és a keverés után is még a dal része volt, de az utolsó pillanatban, a masztereléskor kivették.[3]
- A "The Glass Prison" zenei szerkezetét a Megadeth "Holy Wars...The Punishment Due" és a Pantera "Mouth for War" dala inspirálta.[4]
- A "The Great Debate" eredeti címe "Conflict at Ground Zero" volt, de a 2001. szeptember 11-ei terrortámadás után a ground zero kifejezés a World Trade Center egykori helyét jelentette, a dal témája pedig semmilyen kapcsolatban nem áll a terrortámadással, ezért megváltoztatták a címét. A dal egyébként az őssejtkutatás körül fellángolt vitákkal és véleményekkel foglalkozik.[5]
- A lemezkészítésről forgatott stúdióriportokból kiderül, hogy a "Disappear" eredeti címe "Move On" volt.[5]
- A Six Degrees of Inner Turbulence dal "Goodnight Kiss" című tételében Mike Portnoy dobos gyermekei, Melody és Max, valamint felesége Marlene hallható a háttérben.[6]
- A Six Degrees of Inner Turbulence-t lezáró "Grand Finale" utolsó hangjaival kezdődik a következő évben megjelent Dream Theater album nyitódala.[7]

## Külső hivatkozások
- Dream Theater hivatalos oldal
- Encyclopaedia Metallum – Dream Theater: Six Degrees of Inner Turbulence
- Six Degrees of Inner Turbulence dalszövegek
- Dream Theater a Billboard listáján